# HACCP

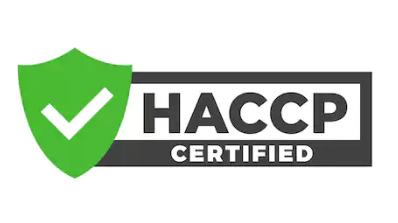
Tiêu chuẩn haccp

HACCP (viết tắt của Hazard Analysis and Critical Control Points, được dịch ra tiếng Việt là Phân tích mối nguy và điểm kiểm soát tới hạn), là những nguyên tắc được sử dụng trong việc thiết lập hệ thống quản lý an toàn thực phẩm. HACCP được nhiều nước trên thế giới quy định bắt buộc áp dụng trong quá trình sản xuất, chế biến thực phẩm. Ủy ban Tiêu chuẩn Thực phẩm quốc tế (CODEX) cũng khuyến cáo việc nên áp dụng HACCP kết hợp với việc duy trì điều kiện sản xuất (GMP) để nâng cao hiệu quả của việc đảm bảo chất lượng vệ sinh an toàn thực phẩm. HACCP được giới thiệu trong tiêu chuẩn của CODEX mang số hiệu CAC/RCP 1-1969, Rev.4-2003, và tiêu chuẩn quốc gia của Việt Nam tương đương là TCVN 5603:2008.

## Lịch sử hình thành
;'Haccp được cho là bắt nguồn từ giám sát quá trình sản xuất được áp dựng trong thế chiến thứ II. Bản thân Haccp được hình thành vào những năm 1960, khi cơ quan hàng không và vũ trụ quốc gia Hoa Kỳ (NASA) yêu cầu Pillsbury nghiên cứu và chế tạo các loại thực phẩm phục vụ cho các chuyến bay ra ngoài không gian của họ. Kể từ đó, Haccp được công nhận trên toàn thế giới như một công cụ hợp lý để đáp ứng các phương pháp kiểm tra truyền thống đối với một hệ thống an toàn thực phẩm, dựa trên tính chất khoa học và hiện đại.
Dựa trên đánh giá rủi ro, các kế hoạch Haccp cho phép cả ngành công nghiệp thực phẩm và chính phủ phân bố nguồn lực của họ một cách hiệu quả trong việc thiết lập và kiểm toán các thực hành sản xuất thực phẩm an toàn. Năm 1994, tổ chức liên minh Haccp quốc tế được thành lập, ban đầu tổ chức này thành lập cho ngành công nghiệp chế biến thịt và gia cầm của Mỹ để hỗ trợ họ triển khai Haccp. Tuy nhiên, ngày nay Haccp không chỉ áp dụng trong ngành công nghiệp thực phẩm mà chúng còn trải rộng ra nhiều ngành khác, ví dụ như dược phẩm, mỹ phẩm.
Phương pháp này có hiệu lực tìm kiếm và lập kế hoạch thực hành ngăn chặn các nguy cơ không an toàn dựa trên sự khoa học. Khác với phương pháp kiểm tra truyền thống không làm gì để ngăn chặn nguy cơ xảy ra và phải xác định chúng khi kết thúc quá trình.
Haccp chỉ tập trung vào các vấn đề về sức khỏe chứ không tập trung vào chất lượng sản phẩm. Nhưng nguyên tắc Haccp là cơ sở của hầu hết các hệ thống đảm bảo chất lượng và an toàn thực phẩm. Tại Hoa Kỳ, sự tuân thủ Haccp được quy định bởi 21 CFR phần 120 và 123. Tương tự như FAO/WHO đã xuất bản hướng dẫn cho tất cả các chính phủ để đề xuất hướng giải quyết cho các doanh nghiệp thực phẩm nhỏ và kém phát triển.

## Giới thiệu
HACCP là công cụ cơ bản trong việc hoạch định tạo thực phẩm an toàn trong việc áp dụng ISO 22000 tại các tổ chức tham gia vào chuỗi thực phẩm.
HACCP có tính chất hệ thống và có cơ sở khoa học, nó xác định các mối nguy cụ thể và các biện pháp để kiểm soát chúng nhằm đảm bảo tính an toàn thực phẩm. HACCP là một công cụ để đánh giá các mối nguy và thiết lập các hệ thống kiểm soát thường tập trung vào việc phòng ngừa nhiều hơn, thay cho việc kiểm tra thành phẩm.
HACCP được áp dụng trong suốt cả chuỗi thực phẩm, từ khâu ban đầu tới khâu tiêu thụ cuối cùng và việc áp dụng đó phải căn cứ vào các chứng cứ khoa học về các mối nguy cho sức khoẻ của con người. Cùng với việc tăng cường tính an toàn của thực phẩm, việc áp dụng HACCP có thể cho các lợi ích đáng kể khác. Hơn nữa, việc áp dụng hệ thống HACCP có thể giúp các cấp có thẩm quyền trong việc thanh tra và thúc đẩy buôn bán quốc tế bằng cách tăng cường sự tin tưởng về an toàn thực phẩm.
Việc áp dụng thành công HACCP đòi hỏi sự cam kết hoàn toàn và sự tham gia của toàn ban lãnh đạo và lực lượng lao động. Nó cũng đòi hỏi một cố gắng đa ngành, mà cố gắng này có thể bao gồm: sự hiểu biết kỹ về nông học, thú y, sản xuất, vi sinh vật học, y học, sức khoẻ cộng đồng, công nghệ thực phẩm, sức khoẻ môi trường, hoá học và kỹ thuật, tuỳ theo những nghiên cứu cụ thể. Việc áp dụng HACCP phù hợp với việc thực hiện các hệ thống quản lý chất lượng, như bộ tiêu chuẩn ISO 9000 và là hệ thống được chọn để quản lý an toàn thực phẩm trong các hệ thống trên.
Tuy HACCP được áp dụng cho an toàn thực phẩm, khái niệm này cũng có thể áp dụng đối với các lĩnh vực khác của chất lượng thực phẩm.

## Định nghĩa
- HACCP là hệ thống xác định, đánh giá và kiểm soát các mối nguy đáng kể đối với an toàn thực phẩm[1].
- Kế hoạch HACCP là tài liệu được xây dựng phù hợp theo các nguyên tắc của HACCP để đảm bảo kiểm soát các mối nguy đáng kể đối với an toàn thực phẩm trong công đoạn được xem xét của chuỗi thực phẩm[1].
- Mối nguy là tác nhân sinh học, hóa học hay vật lý học của thực phẩm, hoặc tình trạng của thực phẩm có khả năng tác động gây hại cho sức khỏe con người[1].

## Các nguyên tắc của HACCP
HACCP có 7 nguyên tắc:
- Nhận diện mối nguy;
- Xác định điểm kiểm soát tới hạn (CCP - Critical Control Points);
- Xác định giới hạn tới hạn cho mỗi CCP;
- Thiết lập thủ tục giám sát CCP;
- Thiết lập kế hoạch hành động khắc phục khi giới hạn tới hạn bị phá vỡ;
- Xây dựng thủ tục thẩm tra hệ thống HACCP;
- Thiết lập thủ tục lưu trữ hồ sơ HACCP.

## Trình tự áp dụng HACCP
Trình tự áp dụng HACCP gồm 12 bước, trong đó 7 nguyên tắc trên cũng đồng thời là 7 bước cuối. Còn 5 bước trước đó là:
- Thành lập nhóm HACCP;
- Ghi chép, thuyết minh về thực phẩm (tính an toàn, thời hạn sử dụng, bao gói, hình thức phân phối);
- Xác nhận phương pháp sử dụng thực phẩm;
- Vạch sơ đồ trình tự chế biến thực phẩm;
- Kiểm tra tại nhà máy trình tự chế biến thực phẩm.

Việc nhận diện mối nguy dựa trên kiến thức chuyên môn, kinh nghiệm và sự hiểu biết về thực trạng điều kiện sản xuất của mỗi nhà máy.

## Áp dụng HACCP ở Việt Nam
Việc áp dụng HACCP ở Việt Nam bắt đầu từ những năm 1990 đối với ngành chế biến thủy sản do yêu cầu của các thị trường nhập khẩu thủy sản của Việt Nam. Hiện nay HACCP đã được áp dụng cho nhiều loại hình sản xuất, chế biến thực phẩm.
Các doanh nghiệp sản xuất, chế biến thực phẩm ở Việt Nam thường xây dựng hệ thống HACCP và được chứng nhận theo một trong các tiêu chuẩn như TCVN 5603:2008 (phiên bản cũ là TCVN 5603:1998), HACCP Code 2003 (của Australia)...

## ISO 22000
Các nguyên tắc của HACCP đã được đưa vào tiêu chuẩn ISO 22000 Food safety management systems - Requirements for any organization in the food chain (Hệ thống quản lý an toàn thực phẩm - Yêu cầu đối với các tổ chức trong chuỗi thực phẩm).